# مسجد عباس میرزا
مسجد عباس میرزا (به ارمنی: Աբաս Միրզայի մզկիթ،  به ترکی آذربایجانی: Abbas Mirzə məscidi) مسجدی سدهٔ نوزدهمی و متعلق به شیعیان در شهر ایروان در ارمنستان بود. این مسجد در اوایل سدهٔ نوزدهم در دوران زمامداری حسین خان، آخرین خان ایروان ساخته شد و به افتخار عباس میرزا، پسر فتحعلی شاه قاجار و ولیعهد ایران، مسجد جامع عباس میرزا نام گرفت. سردر این مسجد با شیشه‌های آبی و سبز که انعکاس‌دهندهٔ معماری ایرانی بود پوشیده شده بود.
به‌دنبال تسخیر ایروان توسط نیروهای روسی، از این مسجد به‌عنوان زرادخانه استفاده می‌شد و پس از آن، به سربازخانهٔ روس‌ها بدل شد. با تشکیل اتحاد جماهیر شوروی این مسجد همراه با دیگر سازه‌های مذهبی از جمله کلیساها و صومعه‌های ارامنه متروک شد و امروزه تنها دیواری ویران از این مسجد بر جای مانده‌است.

## تصاویر

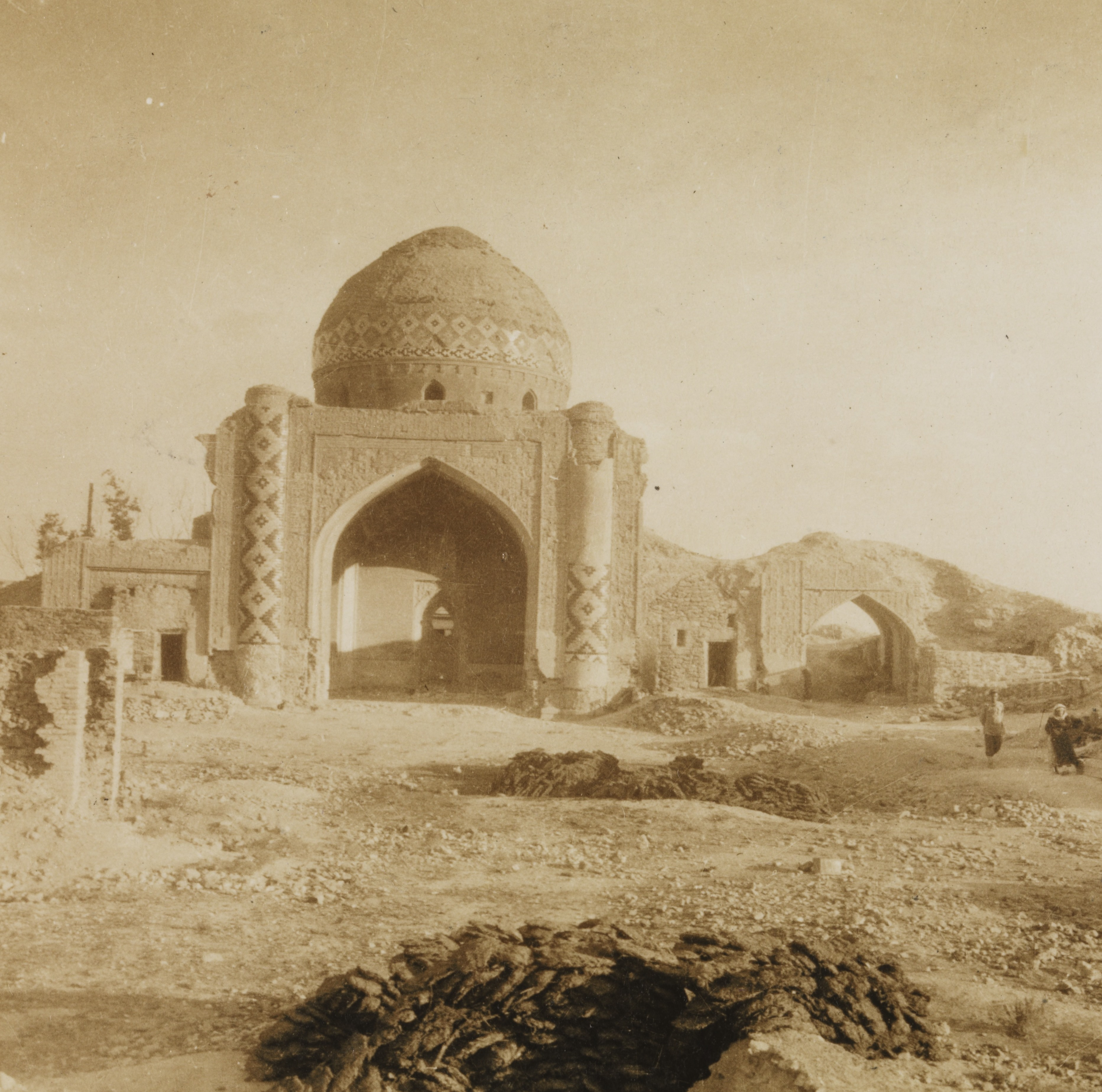
بقایای مسجد در سال ۱۹۲۵
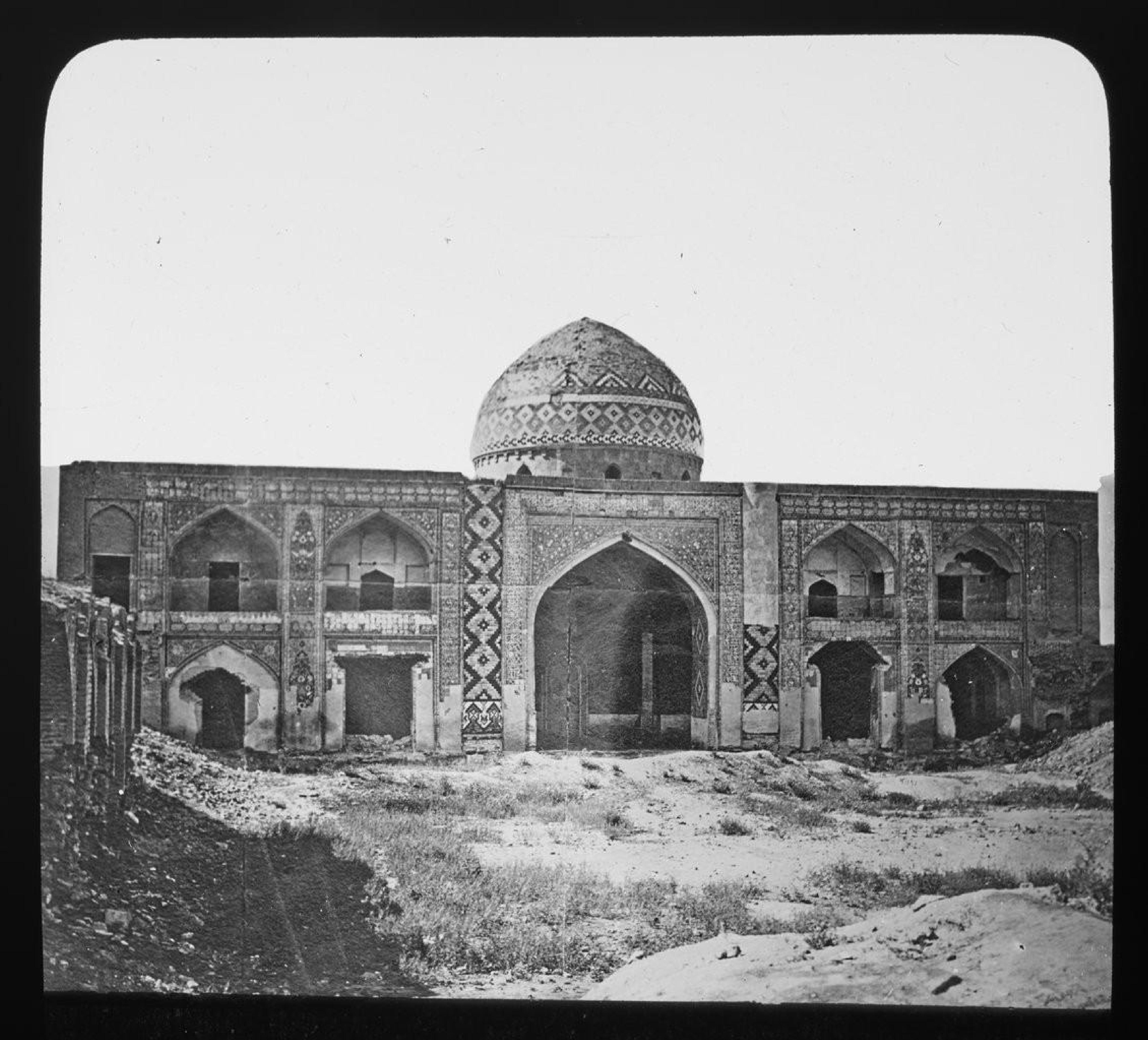
سال ۱۸۹۹
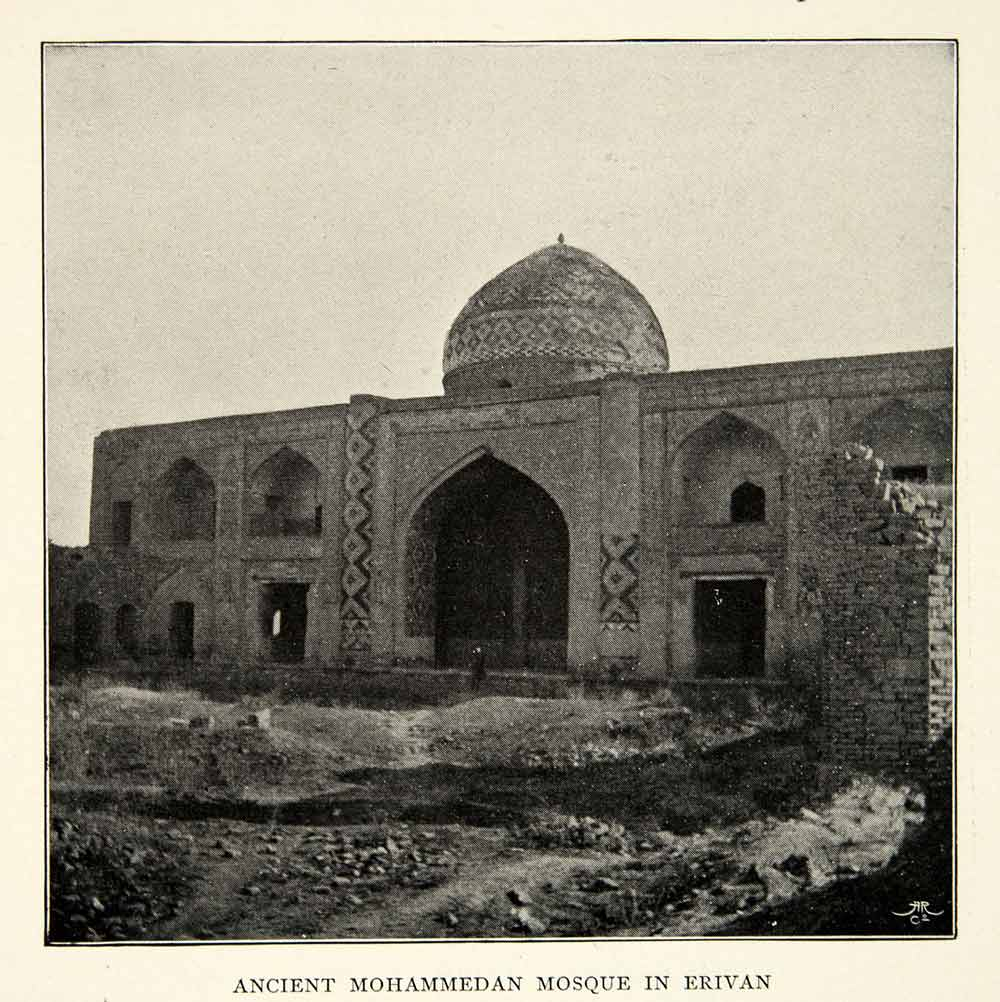
سال ۱۸۹۹